# Esbjergs maritime center

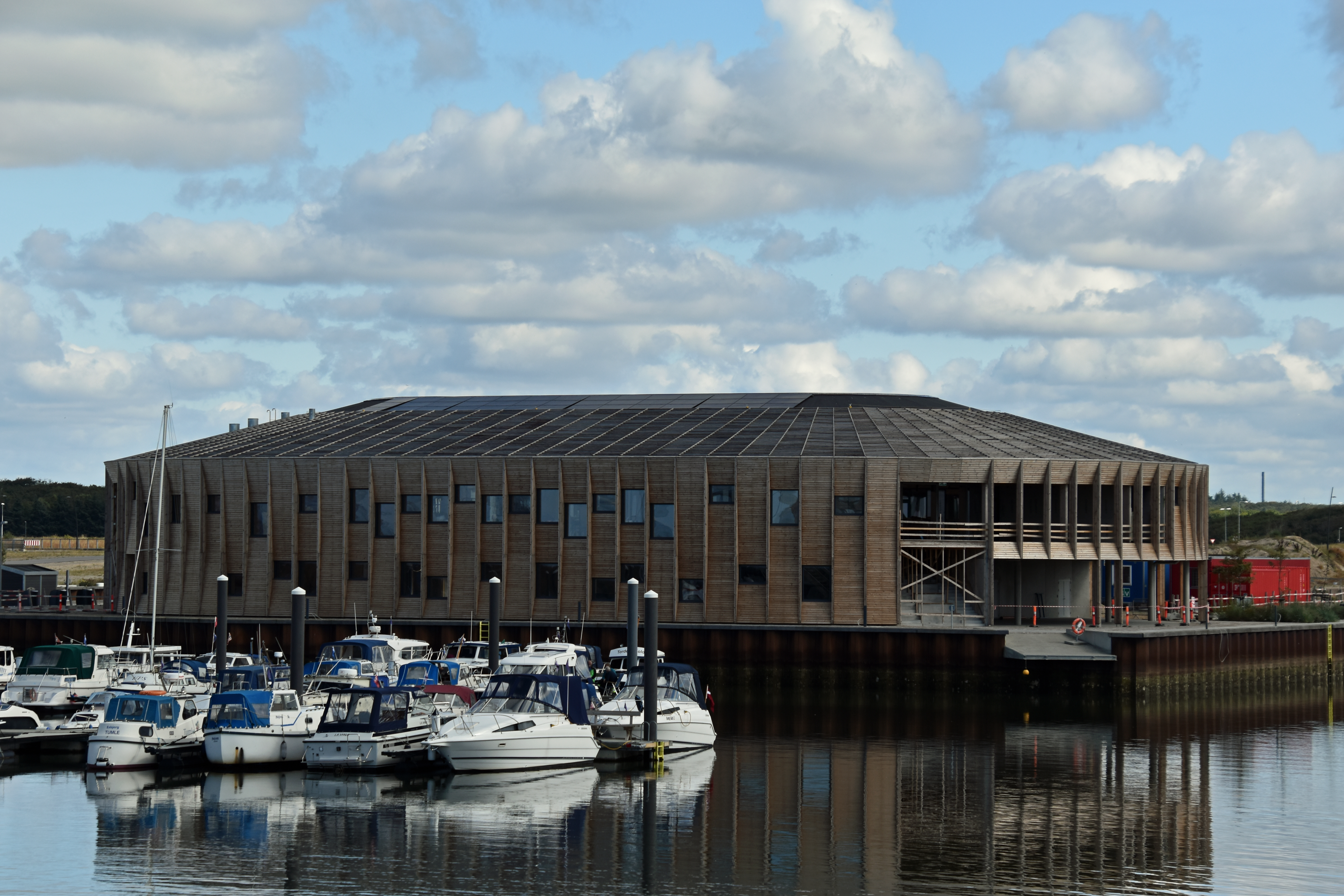
Esbjergs maritime center, 2022.

Esbjergs maritime center är ett fritids-, sport- och kulturcenter på en konstgjord ö i norra delen av Esbjerg Havn. Byggnaden, som är byggd av trä, ritades av Snøhetta och WERK Arkitekter till en arkitekttävling år 2019 och invigdes den 21 januari 2023.
Byggnaden hyser ett tiotal föreningar med ett stort gemensamhetsutrymme, träningslokaler och båthus. Den skall fungera som en maritim hub för föreningar och klubbar med anknytning till hamnen och utnyttjas av gäster i den intilliggande småbåtshamnen.
År 2023 tilldelades Esbjergs maritime center både arkitekturpriset Årets Byggeri och Danish Wood Award (Træprisen).